# اوستاشوو (استان پومرانی)
اوستاشوو (به لهستانی:  Ostaszewo) یک روستا در لهستان است که در گمینا اوستاشوو واقع شده‌است. اوستاشوو ۱٬۰۱۷ نفر جمعیت دارد.